# كولينز ديني
كولينز ديني (بالإنجليزية: Collins Denny) هو محامي وقسيس أمريكي، ولد في 28 مايو 1854 في وينشستر في الولايات المتحدة، وتوفي في 12 مايو 1943 في ريتشموند في الولايات المتحدة.